# Heřman Janovský
Heřman Janovský, křtěný Heřmann (14. března 1862 Trpoměchy – 19. října 1911 Trpoměchy) byl český právník, statkář a politik, za Rakouska-Uherska na počátku 20. století poslanec Českého zemského sněmu.

## Biografie
Heřman Janovský se narodil v obci Trpoměchy v rodině majitele místního dvora Heřmana Janovského a jeho ženy Alžběty rodem Horynové z Vysoké. Profesí byl advokátem a politikem. Profiloval se jako reprezentant zájmů řepařského průmyslu na Slánsku. Byl majitele statku v obci Trpoměchy. Vystudoval gymnázium ve Slaném a práva na Univerzitě Karlově. Již za studií byl aktivní v Akademickém čtenářském spolku. Pronesl projev na táboru lidu pod Řípem.
Od roku 1894 vedl advokátní kancelář v Čáslavi a v Praze. Ve Slaném založil organizaci řepařů. Byl členem okresního výboru ve Slaném. V roce 1903 byl zvolen do ředitelství Ústřední jednoty řepařů pro království české.
V doplňovacích volbách roku 1904 vypsaných poté, co zemřel poslanec Heřman Janda, byl zvolen do Českého zemského sněmu za kurii venkovských obcí, obvod Slaný, Velvary, Libochovice. Zvolen byl coby nezávislý kandidát, respektive nezávislý mladočeský kandidát. Odmítal vznik samostatné agrární strany. Již roku 1905 na mandát rezignoval.
Ze zdravotních důvodů byl nucen vzdát se politických aktivit a ukončit i advokacii, načež se odstěhoval k otci na rodinný statek do Trpoměch. Zemřel v říjnu 1911. Majetek odkázal na podporu školství.